# Psaliodes aparallela
Psaliodes aparallela är en fjärilsart som beskrevs av Louis Beethoven Prout 1934. Psaliodes aparallela ingår i släktet Psaliodes och familjen mätare. Inga underarter finns listade i Catalogue of Life.